# Maria-Elena Laas
Pour les articles homonymes, voir Maria, Elena et Laas.
Maria-Elena Laas, née le 28 novembre 1983 à Ponce, est une actrice américaine.

## Filmographie

### Comme actrice
- 1999 : Pacific Blue (série télévisée) : Marisa Rios
- 2000 : This Guy Is Falling (court métrage) : Laura
- 2002 : Une nana au poil (The Hot Chick) : Bianca
- 2002 : Parents à tout prix (Grounded for Life) (série télévisée) : Svetlana
- 2006 : Nespresso... What Else? (court métrage)
- 2006 : Airplane Disasters (vidéo) : Elena
- 2006 : The Chelsea Handler Show (série télévisée)
- 2007 : Suffering Man's Charity : Liliana
- 2008 : La estación de la Calle Olvera (téléfilm) : Catrina
- 2009 : Burka Girls Gone Wild (court métrage vidéo) : la Burka Girl #2
- 2010 : Kill the Habit : Cardamosa
- 2010 : Pastor Shepherd : Annamarie-ah Harrison
- 2010 : Lunatics, Lovers & Poets : Maria Easton
- 2011 : Sold (court métrage) : Alexa
- 2011 : The Killing of Leonard Riley : Christina
- 2011 : Wigga Pleaze (court métrage)
- 2011 : Loverly (court métrage) : la petite amie
- 2012 : Swerve (vidéo) : Maria
- 2012 : Unknowns : détective Rios
- 2013 : To the Bone (court métrage) : l'inspectrice
- 2014 : American Weapon : Maria
- 2014 : Feed Me (série télévisée) : Lulu
- 2016 : Alley Way (série télévisée) : Louisa
- 2018 : Vida (série télévisée) : Cruz[1] (6 épisodes)
- 2019 : Warrior (série télévisée) : Rosalita Vega
- 2019 : Vital Signs (série télévisée) : Maria
- 2019 : Lotto : Sable

### Comme productrice associée
- 2011 : Loverly (court métrage)